# 160
Вижте пояснителната страница за други значения на 160.

## Събития
- Апиан написва своята „Римска история“.
- В Рим започва производство на сапун от мазнина, вар и пепел.
- Първи будистки монаси в Китай.

## Починали
- Светоний, древноримски историк